# SEPT2
SEPT2‏ (Septin 2) هوَ بروتين يُشَفر بواسطة جين SEPT2 في الإنسان.